# Thomas Eichner
Thomas Eichner ist ein deutscher Wirtschaftswissenschaftler.

## Leben
Er erwarb 1994 das Diplom in Wirtschaftsingenieurwesen an der Universität Siegen und 1998 die Promotion zum Dr. rer. pol. in Siegen. Von 1995 bis 2003 war er Doktorand und wissenschaftlicher Mitarbeiter/Assistent bei Rüdiger Pethig, Universität Siegen. 2003 lehrte er als Privatdozent für das Fach Volkswirtschaftslehre, Universität Siegen. Von 2004 bis 2005 vertrat er die Professur für Volkswirtschaftslehre, insbesondere Finanzwissenschaft an der Universität Bonn. Von 2006 bis 2007 vertrat er die Professur für Volkswirtschaftslehre, insbesondere Finanzwissenschaft an der Universität Mainz. Von 2007 bis 2009 lehrt er als Professor für Volkswirtschaftslehre, insbesondere Quantitative Wirtschaftspolitik an der Universität Bielefeld. Seit 2009 ist er Professor für Volkswirtschaftslehre, insbesondere Finanzwissenschaft an der FernUniversität Hagen.

## Schriften (Auswahl)
- Staatliche Sozialversicherung, individuelle Vorsorge und Arbeitsangebot. Wiesbaden 1999, ISBN 3-8244-6841-7.